# Dewoitine D.33
Il Dewoitine D.33, noto anche come Trait d'union ("lineetta di congiunzione", in lingua francese) era un aeroplano, monoplano e monomotore, realizzato dall'azienda aeronautica francese Société Aéronautique Française (SAF) all'inizio degli anni trenta.

## Sviluppo del progetto
Il progetto del D.33 nacque in risposta ad una specifica emanata nel corso del 1929, con la quale il Ministero dell'Aviazione francese richiedeva la realizzazione di un aeroplano per "grandi raid", dotato di autonomia superiore a 10 000 km, offrendo un premio consistente a chi fosse riuscito nell'impresa. In base alla medesima specifica nacquero i progetti del Bleriot 110 e del Bernard 80.
Émile Dewoitine, che negli anni precedenti aveva più volte conosciuto il fallimento finanziario delle proprie imprese di costruzioni aeronautiche, non era all'epoca in condizione di sostenere l'investimento necessario alla realizzazione del proprio velivolo; raggiunse tuttavia un accordo con lo stato francese: grazie ad un finanziamento pubblico sarebbero stati realizzati due esemplari dell'aereo, di cui uno destinato al costruttore ed uno (quello destinato alla realizzazione dell'impresa) sarebbe diventato di proprietà statale. Lo stato francese, subito dopo, cedette il proprio esemplare al mecenate milionario François Coty.
Realizzato a partire dal mese di ottobre del 1929, ultimo fra i tre progetti concorrenti, il D.33 fu portato in volo per la prima volta il 20 oppure il 21 novembre del 1930.

## Tecnica
Monoplano ad ala bassa, il Trait d'union era una realizzazione completamente metallica con rivestimento in leghe di alluminio; presentava cabina di pilotaggio completamente chiusa, destinata ad ospitare due piloti affiancati tra loro ed il marconista, immediatamente alle loro spalle.

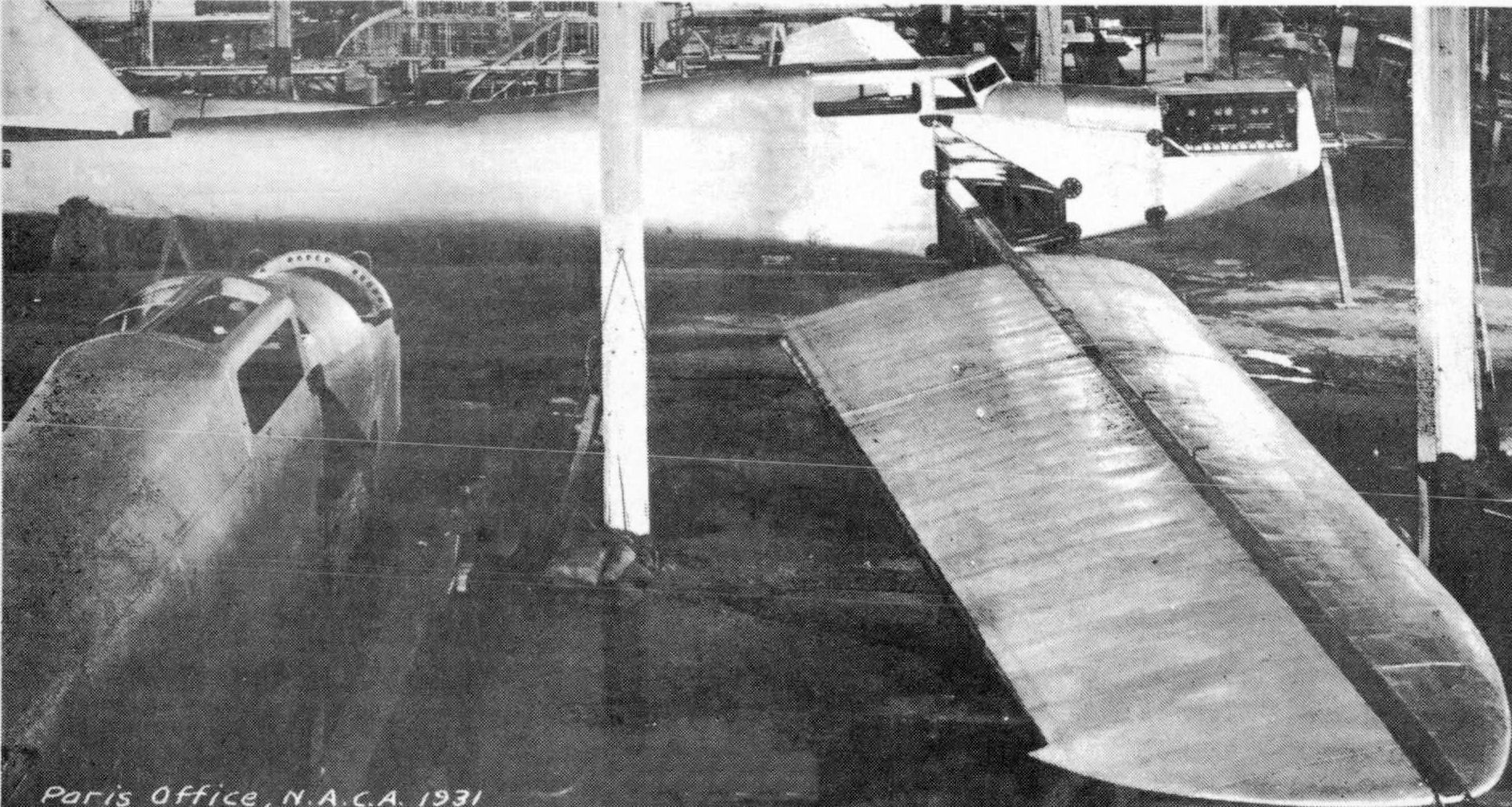
I due esemplari di D.33 in corso di costruzione.

L'ala era a sbalzo e proponeva caratteristiche particolari: il considerevole allungamento, lo spessore relativo, il disegno rastremato del bordo d'uscita e l'angolo di diedro che agevolava l'alimentazione (per caduta) dei collettori che inviavano il carburante contenuto nei sedici serbatoi alari, ben 8 200 litri, all'impianto di alimentazione del motore. L'impennaggio era di tipo classico, monoplano e controventato all'intradosso.
Il carrello d'atterraggio era fisso, di tipo classico con pattino al di sotto del terminale di coda; gli elementi anteriori (a ruota singola) erano carenati e collegati in due punti alla fusoliera e mediante un singolo braccio ammortizzato alle semiali.
L'aereo era equipaggiato con un singolo Hispano-Suiza 12Nb, motore a dodici cilindri a V di 60°, capace di sviluppare la potenza di 650 CV (478,1 kW) ed azionante un'elica bipala; dal mese di aprile del 1931 il motore fu sostituito con un esemplare del tipo "12Nbr" dotato di demoltiplica e l'elica fu rimpiazzata con una di tipo tripala.

## Impiego operativo
Immatricolato con il codice "F-AKDV", il D.33 venne provato per tre volte senza successo tra gennaio e febbraio del 1931; le prime affermazioni giunsero solo tra il 23 e il 24 marzo, quando il velivolo (pilotato dal noto pilota collaudatore Marcel Doret) conseguì sette diversi primati internazionali. Infine il 7 giugno il Trait d'Union, sempre ai comandi di Doret, riuscì nell'impresa per cui era stato concepito: nei cieli della Provenza, rimanendo in volo per 70 ore consecutive, coprì la distanza di 10 520 km, alla media di 149 km/h. Un errore nel percorso ridusse la distanza ufficiale del volo a 10 372 km senza per altro intaccare l'entusiasmo di Émile Dewoitine e François Coty.
A luglio il D.33 fu schierato alla partenza della competizione Parigi-Tokyo; i due piloti erano Marcel Doret e Joseph Le Brix mentre il navigatore era René Mesmin. Durante il sorvolo dell'Unione Sovietica l'aereo incappò in una depressione costringendo l'equipaggio ad un atterraggio di fortuna, tra gli alberi. I tre aviatori ne uscirono indenni ma l'aeroplano subì danni irreparabili.
Il secondo D.33, battezzato Trait d’Union II e immatricolato "F-ALFC", venne quindi preparato per un nuovo tentativo che prese il via da Parigi l'11 settembre di quello stesso 1931. Dopo 3 000 km di volo, in condizioni meteo avverse, il motore andò in avaria e l'aereo iniziò a precipitare; Doret riuscì a saltare con il paracadute mentre Le Brix e Mesmin non riuscirono nell'intento e perirono nell'incidente.
Le indagini che seguirono sollevarono da ogni responsabilità Dewoitine ed il suo aereo, ma la costruzione di un terzo esemplare venne definitivamente abbandonata.

### Annotazioni
1. ↑  La "r" della sigla stava ad indicare "réducteur".
2. ↑  Per quantità di carico trasportato, in base alla velocità e alla distanza coperta in volo.

### Fonti
1. 1 2 3 4 5  G. Hartmann, Les avions de record français (1928-1932), p.13.
2. 1 2  Dewoitine D-33 'Trait d'union', in "www.aviafrance.com".
3. 1 2 3  Enciclopedia L'Aviazione, p. 136.
4. ↑  S. Meyniel, Air Journal, 10 giugno 2011.
5. ↑  G. Hartmann, Les avions de record français (1928-1932), p.12.
6. ↑  Enciclopedia L'Aviazione, p. 137.
7. 1 2 3 4 5 6 7  G. Hartmann, Les avions de record français (1928-1932), p.14.
8. 1 2 3  S. Meyniel, Air Journal, 12 settembre 2011.